# Портрет сидящей женщины (Эривани)
«Портрет сидящей женщины» (азерб. Əyləşmiş qadın portreti), или «Портрет молодой женщины» (азерб. Gənc qadının portreti) — картина азербайджанского художника Мирзы Кадыма Эривани, написанная в 70-х годах XIX века. Хранится в Баку, в Национальном музее искусств. Портрет иллюстрировал статью о художнике в «Популярной художественной энциклопедии».

## Описание
На портрете изображена молодая женщина со слегка грустным выражением лица. Черты лица правильные, широкие сросшиеся черные брови подчеркивают большие выразительные карие глаза. Темно-каштановые волосы, спадающие волнистыми прядями на плечи, гладко зачёсанны на прямой ряд. Женщина изображена сидящей у белой мраморной стены, на ковре. Головной убор — тирьмовая шаль, с завершающим элементом — приколотой к волосам розой.
На женщине, отороченная чёрной отделкой, тонкая жёлтая кофточка с большим круглым вырезом. Узор из крупных и мелких «бута» украшает красное поле тирьмового «джуббе», которое Эривани нарисовал поверх кофточки. Также живописны складки широкой синей юбки («туман»). Материал большой мутаки, обитой шелком, хорошо передан художником.
Сочетание оранжевого поля материала с белым рисунком также красивое. Всё нижнее пространство листа заполнено ковром, заканчивающимся неширокой каймой. Заметно преобладание охристых, зеленых и белых тонов в стилизованном растительном узоре на голубом фоне ковра. Определение типа ковра затруднено нечетко выраженным характером коврового рисунка. Безо всякой перспективы, абсолютно вертикально, подобно другим работам Эривани, дано изображение разостланного на полу ковра. Техника исполнения тщательна и в основном имеет сходство с техникой миниатюры.
В приемах изображения объёма мутаки и складок юбки заметны элементы реализма. Лицо женщины передано наиболее старательно. Оно моделировано еле заметным пунктиром розовато-коричневого и голубого тонов. Полутона нанеселы по бледно-розовому цвету, слегка выявляя объём. Особую притягательность и живость лицу, не лишенному портретного сходства, придают нежные очертания губ, носа, бровей и выразительно переданный рисунок глаз. Такой подход к передаче элементов говорит о наблюдательности Эривани и его желании работать в реалистическом направлении. Выполненный темперой и акварелью описываемый портрет хорошо сохранился.